# Saratoga (Wisconsin)
Saratoga – miasto w Stanach Zjednoczonych, w stanie Wisconsin, w hrabstwie Wood.